# Diocèse de Nagoya

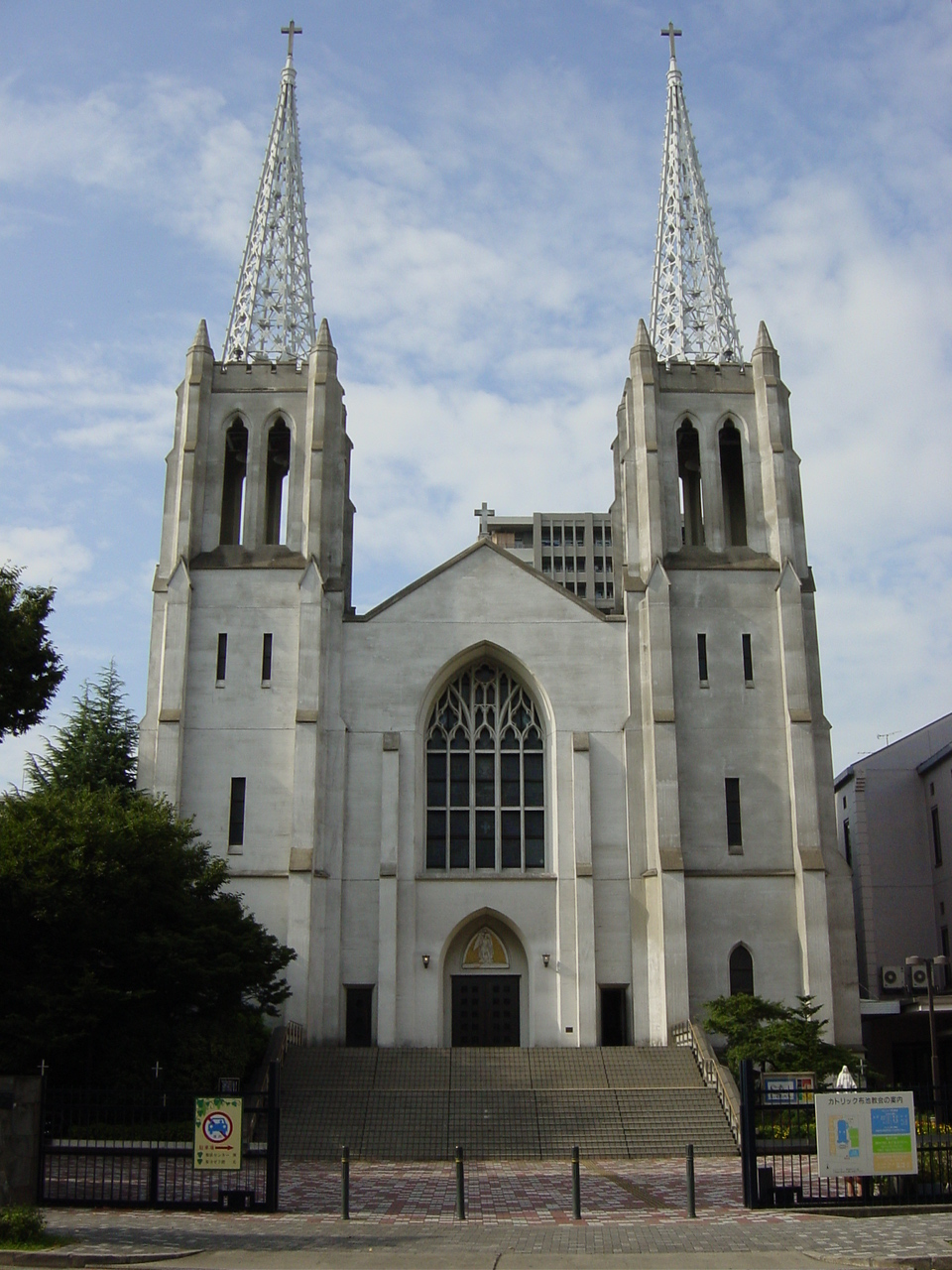
Cathédrale de Nagoya.

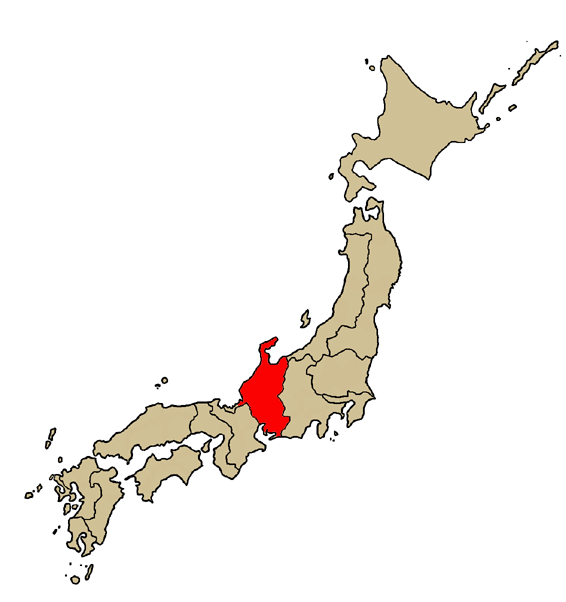
Diocèse de Nagoya.

Le diocèse de Nagoya (Dioecesis Nagoyaensis) est un siège de l'Église catholique du Japon, suffragant de l'archidiocèse d'Osaka. En 2013, il comptait 26 666 baptisés pour 12 379 569 habitants. Il est tenu par Mgr Michael Gorō Matsuura.

## Territoire
Le diocèse comprend les préfectures d'Aichi, Fukui, Gifu, Ishikawa et de Toyama.
Le siège épiscopal est à Nagoya, où se trouve la cathédrale Saints-Pierre-et-Paul.
Le territoire est subdivisé en 60 paroisses. 

## Histoire
La préfecture apostolique de Nagoya est érigée le 18 février 1922 par le bref apostolique In hac sublimi de Pie XI, recevant son territoire de la préfecture apostolique de Niigata (aujourd'hui diocèse) et de l'archidiocèse de Tokyo.
Le 16 avril 1962, la préfecture est érigée en diocèse par la bulle Præfectura apostolica de Jean XXIII.

## Ordinaires
- Joseph Reiners SVD, 28 juin 1926-1941
- sede vacante (1941-1945)
- Petrus Magoshiro Matsuoka, 13 décembre 1945-26 juin 1969
- Aloysius Nobuo Soma, 26 juin 1969-5 avril 1993
- Augustinus Jun-ichi Nomura, 5 avril 1993-29 mars 2015
- Michael Gorō Matsuura, depuis le 29 mars 2015

## Statistiques
En 2013, le diocèse comptait 26 666 baptisés pour 12 379 569 habitants (0,2%), 115 prêtres dont 95 réguliers, 3 diacres permanents, 116 religieux et 151 religieuses dans 60 paroisses.